# جولای تاوتا

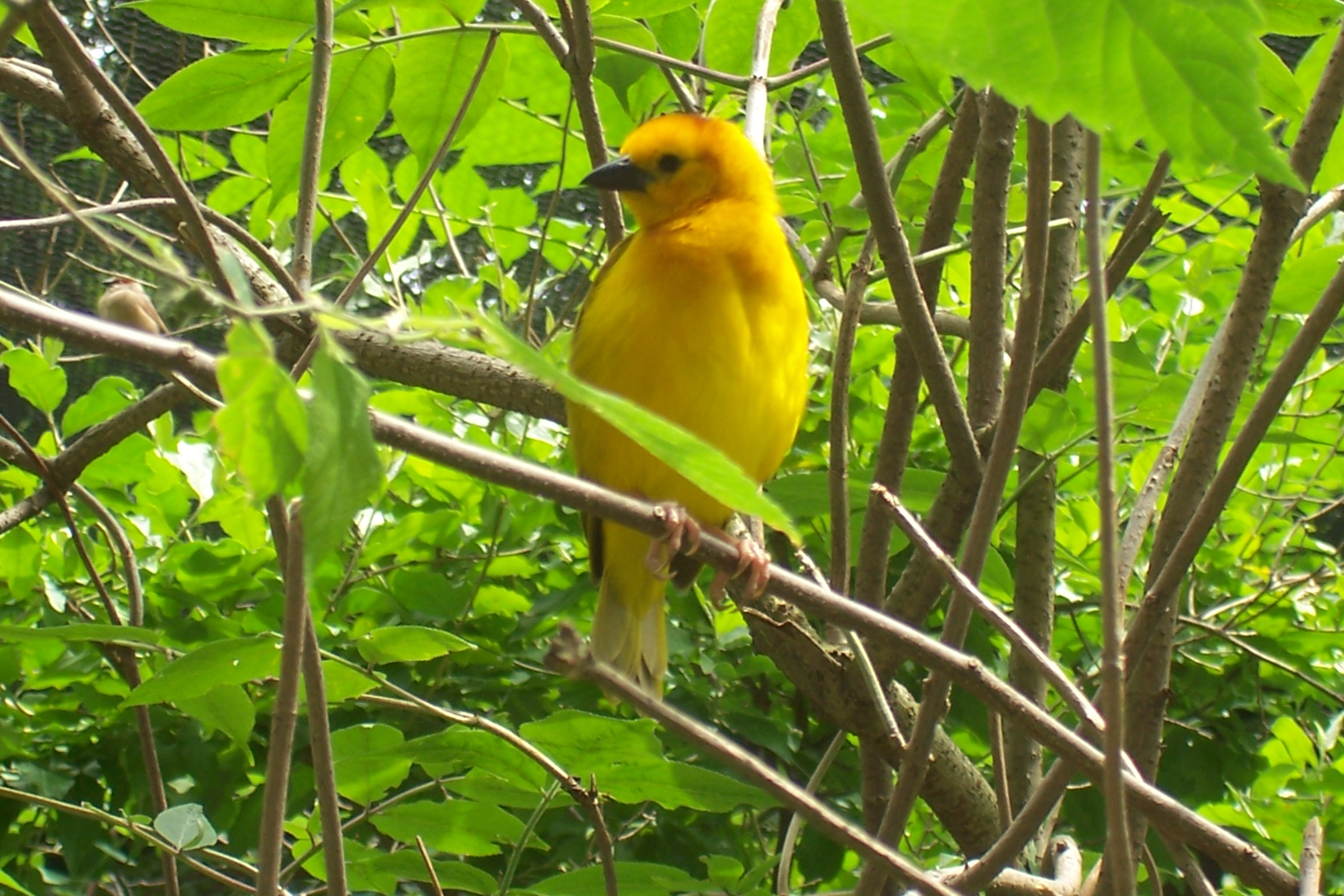
کنجشک زرد (جولای تاوتا)

جولای تاوتا (نام علمی: Ploceus castaneiceps) نام یک گونه از سرده جولاها است.